# Esgrima na Universíada de Verão de 1979

## Quadro de medalhas
| Ordem | País                   | Medalha de ouro | Medalha de prata | Medalha de bronze |   |
| ----- | ---------------------- | --------------- | ---------------- | ----------------- | - |
| 1     | URS União Soviética    | 3               | 5                |                   | 8 |
| 2     | HUN Hungria            | 3               | 1                |                   | 4 |
| 3     | GDR Alemanha Oriental  | 1               |                  | 3                 | 4 |
| 4     | FRA França             | 1               |                  |                   | 1 |
| 4     | FRG Alemanha Ocidental |                 | 1                | 2                 | 3 |
| 5     | ITA Itália             |                 | 1                |                   | 1 |
| 6     | ROM Romênia            |                 |                  | 2                 | 2 |
| 7     | POL Polônia            |                 |                  | 1                 | 1 |